# (33278) 1998 HR119
1998 HR119 (asteroide 33278) é um asteroide da cintura principal. Possui uma excentricidade de 0.19922450 e uma inclinação de 11.37670º.
Este asteroide foi descoberto no dia 23 de abril de 1998 por LINEAR em Socorro.